# 빌라데칸스

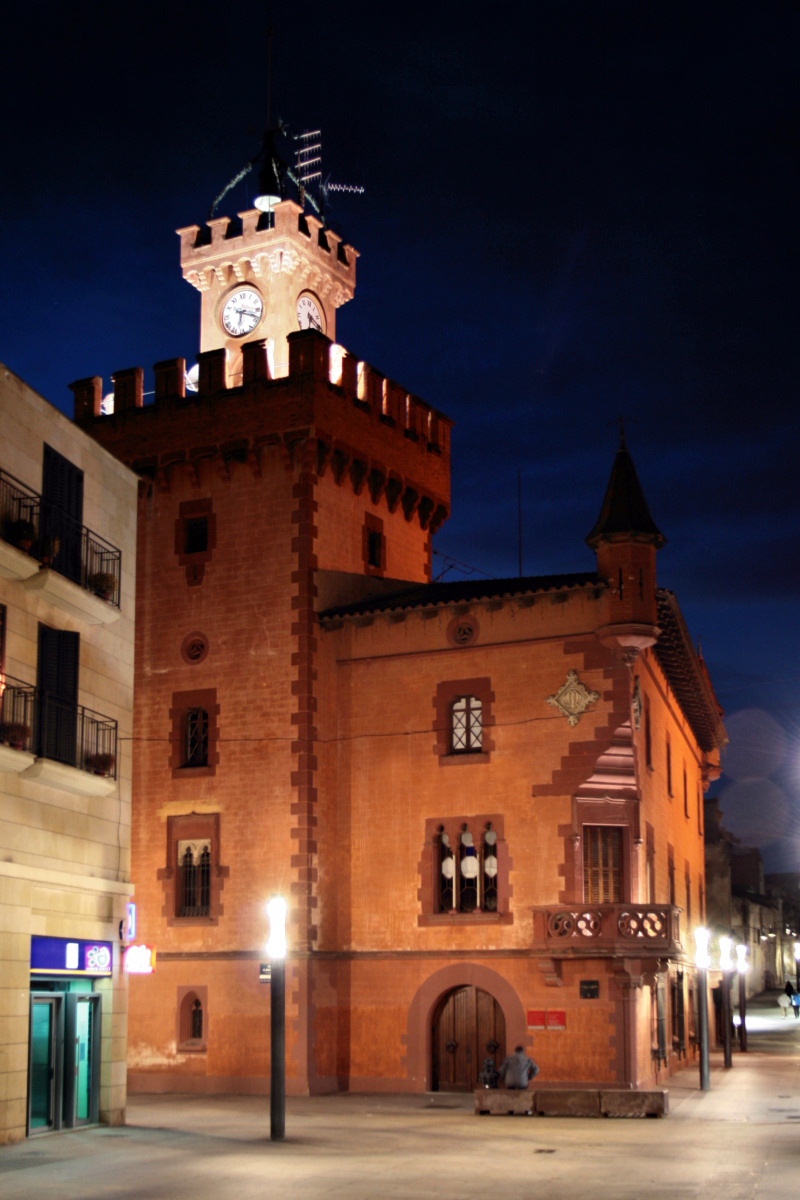
빌라데칸스 시청

빌라데칸스(카탈루냐어: Viladecans)는 스페인 카탈루냐 지방 바르셀로나 주에 위치한 도시로 면적은 20.4km2, 높이는 18m, 인구는 65,358명(2014년 기준), 인구 밀도는 3,200명/km2이다. 바르셀로나와 가까운 지점에 위치하며 지중해 연안과 접한다.

시기
시 문장